# Jacek Wojnicki
Jacek Wojnicki (ur. 1972) – polski politolog, dr hab. nauk humanistycznych, profesor nadzwyczajny Katedry Systemów Politycznych Wydziału Nauk Politycznych i Studiów Międzynarodowych Uniwersytetu Warszawskiego i Wyższej Szkoły Administracji Publicznej w Kielcach.

## Życiorys
W 1996 ukończył studia politologiczne na Uniwersytecie Warszawskim, 25 października 2000 obronił tamże napisaną pod kierunkiem Tadeusza Mołdawy pracę doktorską Instrumenty i przesłanki transformacji polityczno-ustrojowej państw Europy środkowo-wschodniej po 1989 roku. 22 października 2008 habilitował się na podstawie pracy zatytułowanej Proces instytucjonalizacji przemian ustrojowych w państwach postjugosłowiańskich. 27 lutego 2017 nadano mu tytuł profesora w zakresie nauk społecznych. Pracował na Wydziale Nauk Politycznych Akademii Humanistycznej im. Aleksandra Gieysztora w Pułtusku oraz w Państwowej Wyższej Szkole Zawodowej we Włocławku.
Został zatrudniony na stanowisku profesora nadzwyczajnego w Katedrze Systemów Politycznych na Wydziale Nauk Politycznych i Studiów Międzynarodowych Uniwersytetu Warszawskiego i w Wyższej Szkole Administracji Publicznej w Kielcach. Objął też funkcję kierownika Katedry Systemów Politycznych Wydziału Nauk Politycznych i Studiów Międzynarodowych Uniwersytetu Warszawskiego.
W 2022 znalazł się wśród założycieli partii Centrum dla Polski, w której działał do 2024, od 2023 zasiadając w zarządzie krajowym. Został ekspertem think tanku Kazimierza Michała Ujazdowskiego, Centrum Dobrego Państwa.